# Marie-Anne Collot
Pour les articles homonymes, voir Collot.
Marie-Anne Collot est une  sculptrice française née à Paris en 1748 et morte à Nancy le 24 février 1821.
Élève et bru d'Étienne-Maurice Falconet, elle est connue pour ses portraits sculptés et fut une proche des cercles philosophiques et artistiques de Denis Diderot et de Catherine II. 

## Biographie

### Enfance et jeunesse
Elle est née à Paris à la fin de l'année 1748 dans des conditions très obscures. Elle a perdu tôt sa mère et son père ne s'occupait que très peu d'elle, et l'avait presque délaissée.

### Début de carrière et relation avec Falconet
Marie-Anne Collot entre en 1763 comme modèle dans l'atelier du sculpteur Jean-Baptiste II Lemoyne à Paris. Celui-ci eut une influence déterminante sur sa carrière de portraitiste.« ...les excellentes leçons que M. Lemoine lui [donne] pour les portraits - Le Moine qui [l'] aime à la folie, dira même Diderot un peu emporté par son enthousiasme... » « — Marie-Louise Becker, Marie-Anne Collot. L'art de la terre cuite au féminin ». Avant d'avoir eu seize ans, elle entre ensuite dans l'atelier d'Étienne-Maurice Falconet, proche de Denis Diderot, pour apprendre à dessiner. Par la suite, elle devint l'élève et la fidèle amie du sculpteur, qui remarqua son talent inné et sa remarquable précocité. Elle savait surtout saisir la ressemblance et a bientôt modelé quelques bustes. Son jeune frère devient apprenti chez le libraire Le Breton, qui fut à l’origine de l’Encyclopédie.
Étienne-Maurice Falconet s'attache les talents de portraitistes de Marie-Anne Collot et cette riche collaboration professionnelle fait naître plusieurs rumeurs sur leur relation. Néanmoins, il est difficile de prouver ou nier que Marie-Anne fut la maîtresse du sculpteur, vu que la majorité des sources a été débarrassée de chaque détail déplaisant par sa fille après sa mort. Ce qui suggère une relation d'amour avec son maître sont des lettres de Diderot adressées d'abord à Falconet et elle, puis à Falconet seul pendant leur séjour en Russie : « Je ne serais point étonné qu'un homme poussât la complaisance un peu loin pour une femme qui se met au dessus des propos, de la fatigue d'un voyage, des incertitudes du succès, de la faiblesse de son sexe pour suivre, sous le pôle, celui qu'elle aime. » « Vous n'êtes point marié ! Eh bien, tant pis pour vous mon ami : car je connais bien la personne que vous eussiez épousée. Il y a deux ans qu'on vous croit époux [...] Je veux que vous fassiez le bonheur de Mlle Collot, parce que vous êtes son maître, son ami, son appui, son bienfaiteur surtout ; [...] parce qu'ayant attaché son sort au vôtre, je dois désirer qu'il soit heureux... Mon ami, mon ami, ce n'est pas le jugement qui choisit une maîtresse et quand elle se résout à nous suivre au bout du monde, le moyen de l'en empêcher. » « — Louis Reau, Etienne-Maurice Falconet, Chapitre II, L'ami de Mlle Collot ».
Les premières œuvres de Marie-Anne Collot, dont beaucoup sont aujourd’hui perdues, sont des bustes de terre cuite des amis de Falconet : Diderot, l’acteur Préville en Sganarelle ou le prince Dimitri Alexeïevitch Galitzine, ambassadeur de Russie. L'identification des bustes de Grimm et Damilaville repose sur une erreur d'interprétation d'une lettre de Diderot : il s'agit en fait de deux bustes en terre cuite de Diderot, destinés l'un à Grimm, l'autre à Damilaville, ses amis. Tout le monde reconnaît dès lors le talent de la jeune fille, son honnêteté et la vivacité de son esprit.

### Le séjour en Russie (1766-1778)

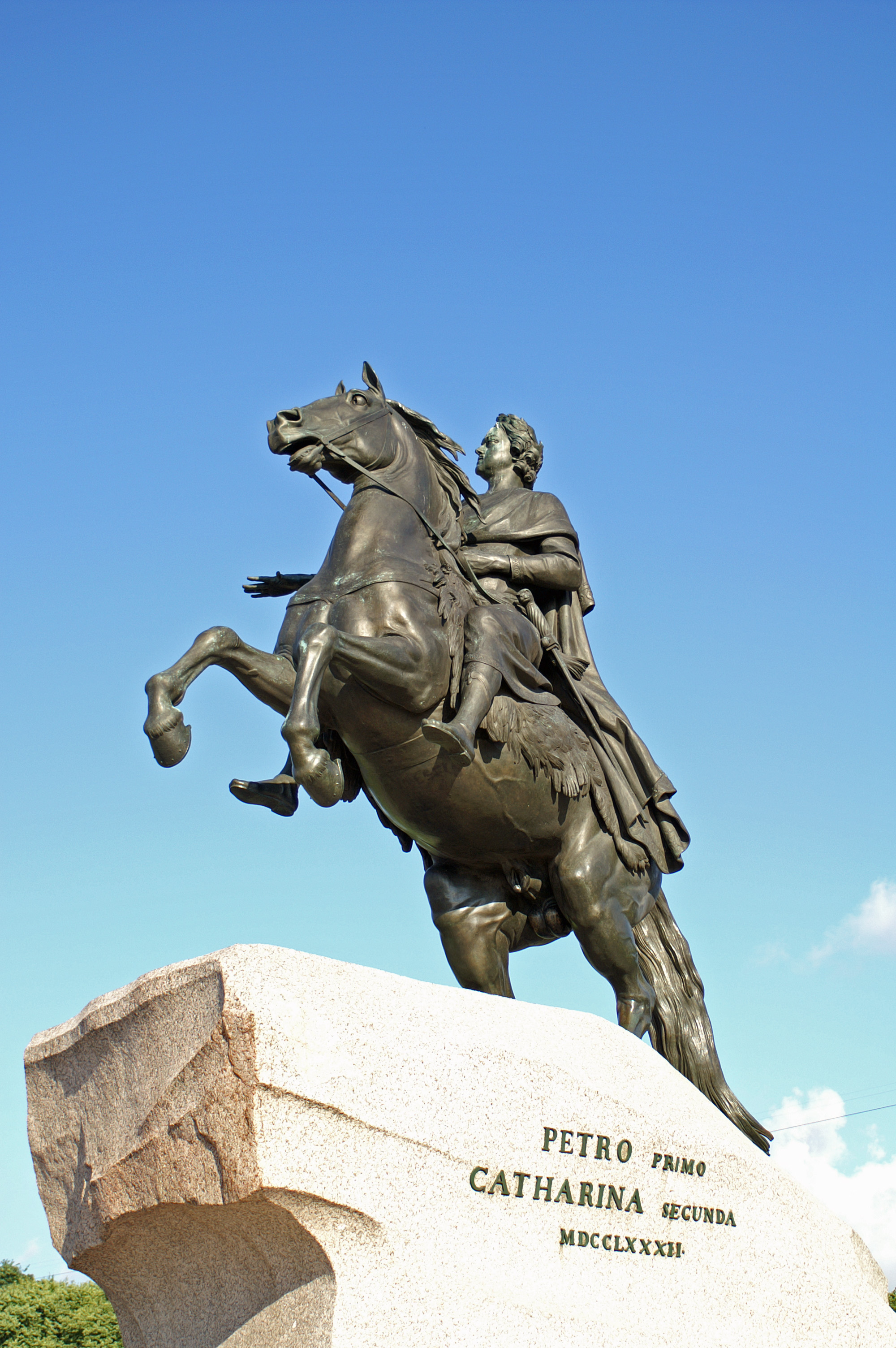
Étienne Falconet, Statue équestre de Pierre Ier, dite Le Cavalier de bronze, à Saint-Pétersbourg, dont Marie-Anne Collot sculpta le modèle de la tête.

En septembre 1766, elle suit Étienne-Maurice Falconet à Saint-Pétersbourg, où celui-ci est invité par Catherine II, en vue de la réalisation d’une statue équestre de Pierre Ier de Russie, dit Le Cavalier de bronze. Falconet confie à sa protégée, particulièrement douée pour les portraits, la tâche difficile de la réalisation de la tête de Pierre le Grand pour sa statue du Cavalier de bronze. Après consultation de toute l’iconographie disponible, elle soumet un projet qui reçoit l'approbation générale.
En décembre de la même année, elle présente ses travaux devant l'Académie impériale des beaux-arts, où elle est élue le 20 janvier 1767.
Alors que le séjour initial en Russie était prévu de quatre ans, elle y passera une grande période créatrice de douze années.
À la demande de Catherine II, elle réalise le portrait d'Étienne Falconet.
Puis viennent des bustes d’Henri IV, de Sully, de Voltaire, peut-être de d'Alembert et plusieurs de l’impératrice en personne, du grand-duc Paul et de la grande-duchesse Nathalie, ainsi que des médaillons en marbre de personnalités soit historiques, tel Pierre Ier, soit présentes à la Cour, telles l'impératrice Elizabeth ou encore Lady Cathcart, épouse de l'ambassadeur d'Angleterre Charles Cathcart, et leur fille Mary qui est réputée pour sa beauté.
L'artiste dispose d’une confortable pension de 600 livres par an qui était fixée dans le traité avec Falconet, représentant pour elle une fortune. L'impératrice, enchantée de son travail, augmentera sa pension régulièrement jusqu'à 16 000 livres annuelles.

### Mariage et retour en France
Elle épouse le 27 juillet 1777, à Saint-Pétersbourg, le peintre Pierre-Étienne Falconet, fils du sculpteur. Selon Corberon, diplomate à la cour de Russie, c'était un mariage de lien financier : « Il n'y a que l'argent qui ait été la cause du mariage ». Une fille, Marie-Lucie, « Machinka », naît en avril 1778 de cette union malheureuse et éphémère. Moins de trois mois après sa naissance, Pierre-Étienne rentre seul en France. En septembre, Marie-Anne Collot quitte avec sa fille Saint-Pétersbourg et se réfugie à Paris en 1778 après une courte halte à La Haye. Le 14 juillet 1779 Marie-Anne Collot dépose une plainte à l'hôtel de police de Paris dans laquelle elle raconte en détail les violences que lui inflige son mari. En 1780, accompagnée de sa fille, elle rejoint son beau-père, le sculpteur Etienne-Maurice Falconet à La Haye.

### Séjour en Hollande
En 1779, elle est accueillie en Hollande par son amie la princesse Galitzine chez qui elle reste quinze mois ; elle exécute les bustes en marbre de Guillaume, prince d’Orange et de son épouse, la princesse Wilhelmine de Prusse. Elle fait également le portrait du docteur Camper qui a vacciné sa fille contre la petite vérole. Elle rentre à Paris à la fin de 1780 et produit encore un portrait de Godefroi de Villetaneuse. Ces œuvres auront été les dernières qu'elle aura fait en raison d'une tragédie familiale en mai 1783, la paralysie de Falconet son beau-père et maître.

### Une retraite prématurée
Elle renonce alors définitivement à la sculpture, se consacrant désormais à l’éducation de sa fille et aux soins apportés à son beau-père et maître, tombé gravement malade, jusqu’à sa mort le 24 janvier 1791. Ce décès est suivi quelques mois plus tard par celui de son mari.
La Révolution bouleverse tout ce monde des artistes, des écrivains et des philosophes. Son maître, son mari, ses amis étant morts, Marie-Anne Collot achète en 1791 le domaine de Marimont (commune de Bourdonnay, Moselle), où elle se retire et mène une vie paisible. Elle décède dans son hôtel particulier, 37 rue de la Source à Nancy, le 23 février 1821. Sa dépouille est déposée dans la chapelle sépulcrale de Marimont en 1841.
Après sa mort, sa fille, la petite Machinka, qui est devenue baronne de Jankowitz, fait peu à peu disparaître toutes les lettres et tous les souvenirs de sa mère, son père et son beau-père. Néanmoins, elle transmet en 1866 des papiers de famille qui restent au Musée lorrain de Nancy et qui servent pour des études biographiques.

## Œuvres
En France
- Nancy, musée des Beaux-Arts :
  - Portrait d'Étienne Maurice Falconet[14] ;
  - Portrait de Pierre-Étienne Falconet ;
  - Buste de Mary Cathcart, fille de l’ambassadeur de Grande-Bretagne à Saint-Pétersbourg, marbre blanc[15],[16],[17].
- Paris, musée du Louvre[18] :
  - Portrait présumé de Pierre le Grand ;
  - Portrait présumé d’Étienne Noël Damilaville ;
  - Buste de Mary Cathcart fille de l’ambassadeur de Grande-Bretagne à Saint-Pétersbourg, plâtre original.

En Russie
- Saint-Pétersbourg :
  - musée de l'Ermitage[19],[20] :
    - Buste de Falconet ;
    - Buste de Diderot ;
    - Buste de Voltaire ;
    - Buste de Henri IV ;
    - Buste de Sully ;
    - Buste de Pierre le Grand ;
    - Buste de Catherine II[21].

  - Musée russe :
    - Portrait de Pierre le Grand ;
    - Médaillon du comte Grégori Grégorievitch Orlov.

  - palais de Marbre :
    - Buste du grand-duc Paul ;
    - Buste de la grande-duchesse Natalia.

  - palais Catherine : Buste de petite fille russe

Œuvres de Marie-Anne Collot
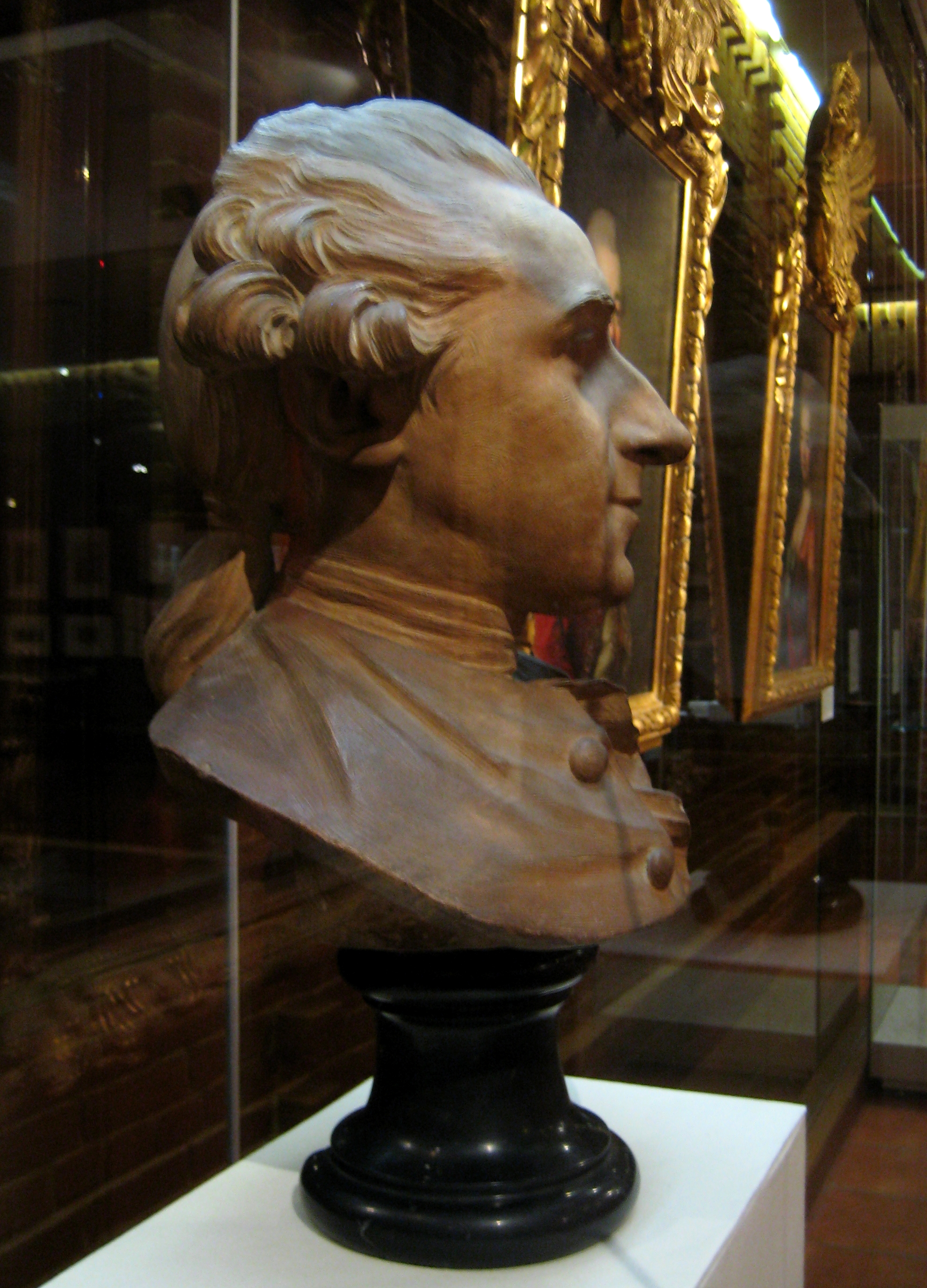
Dimitri Alexeïevitch Galitzine (1766), Moscou, collection Podstanitskiy.
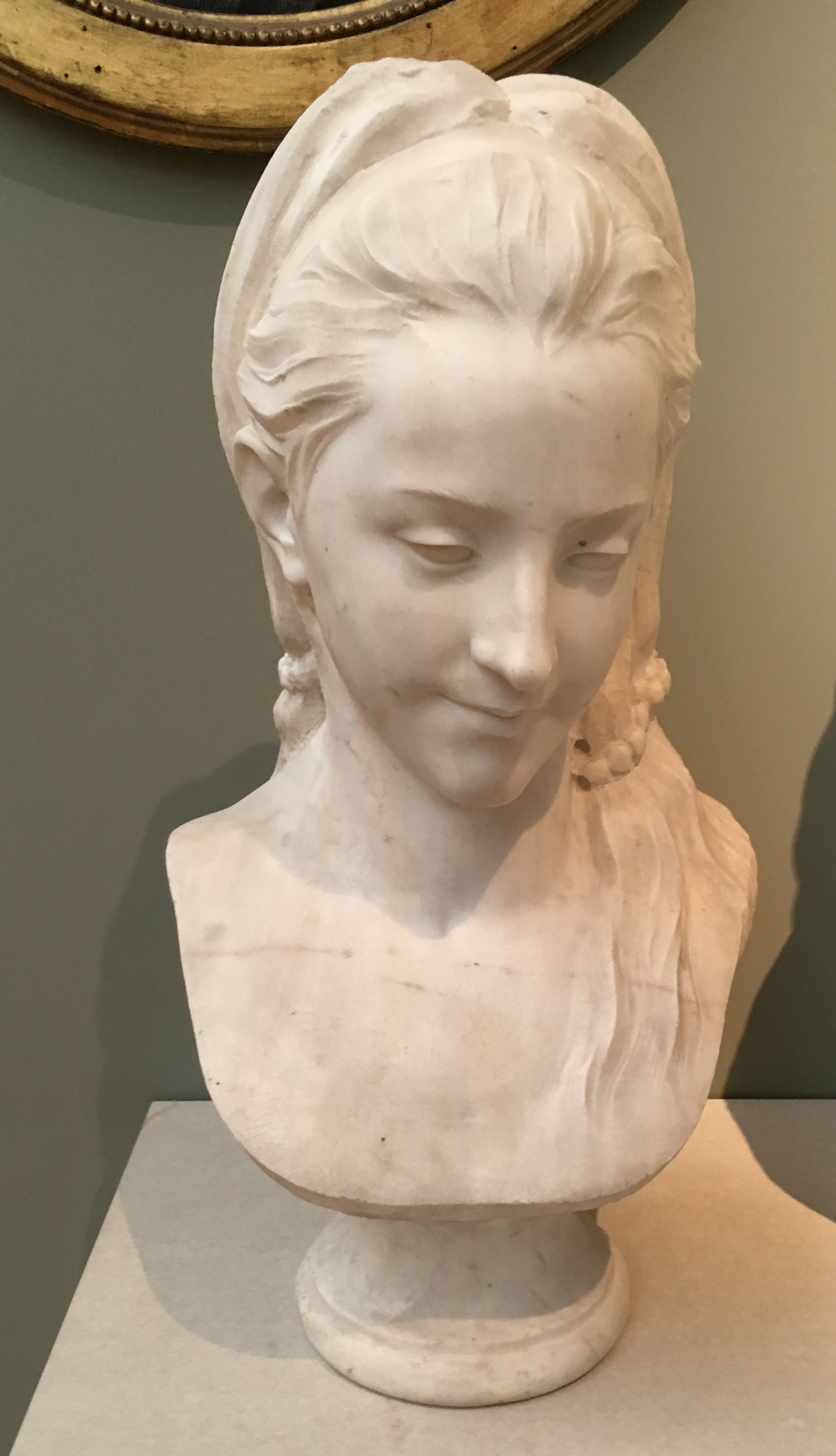
Mary Cathcart (entre 1766 et 1772), musée des beaux-arts de Nancy.
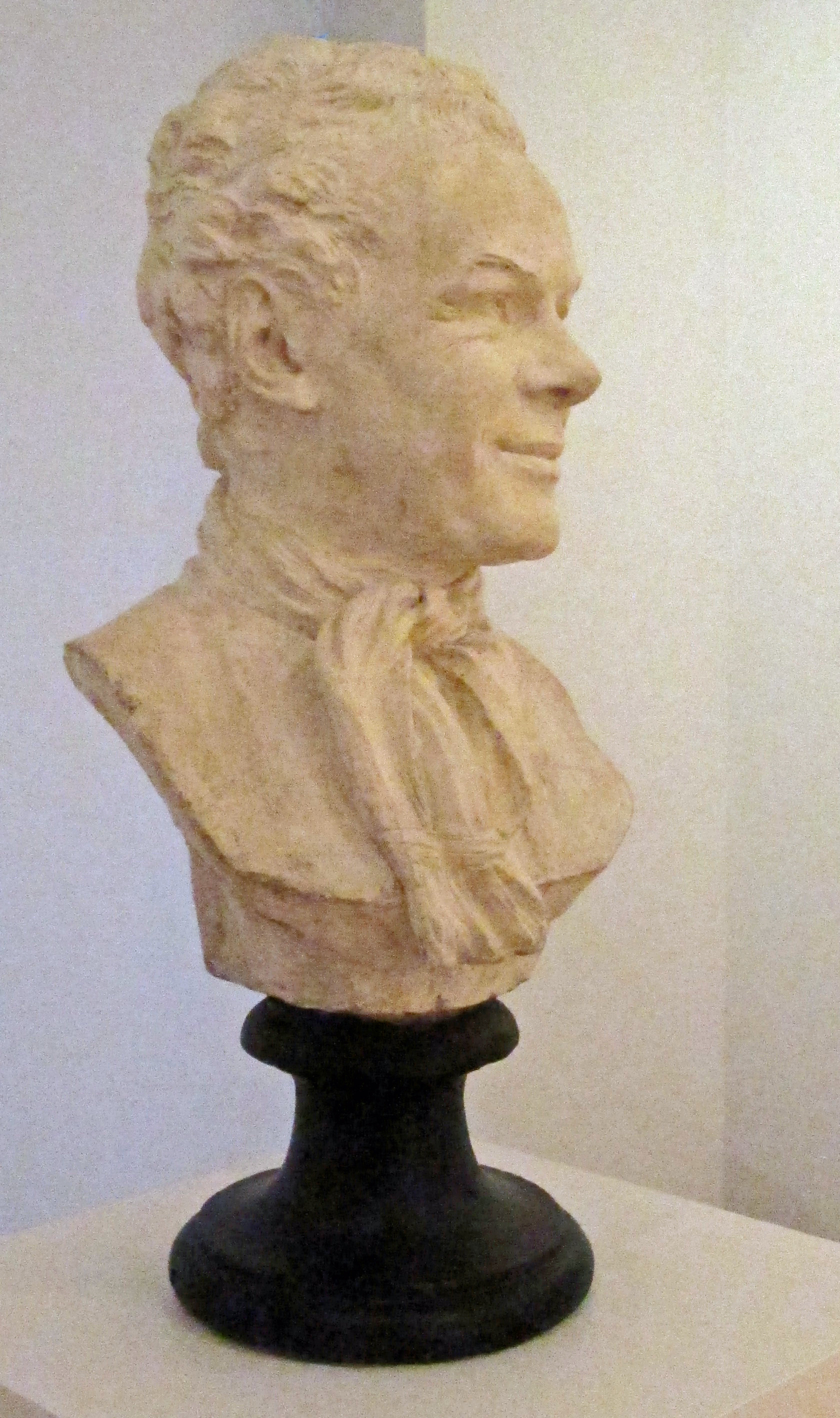
Étienne Maurice Falconet (entre 1767 et 1773), musée des beaux-arts de Nancy.
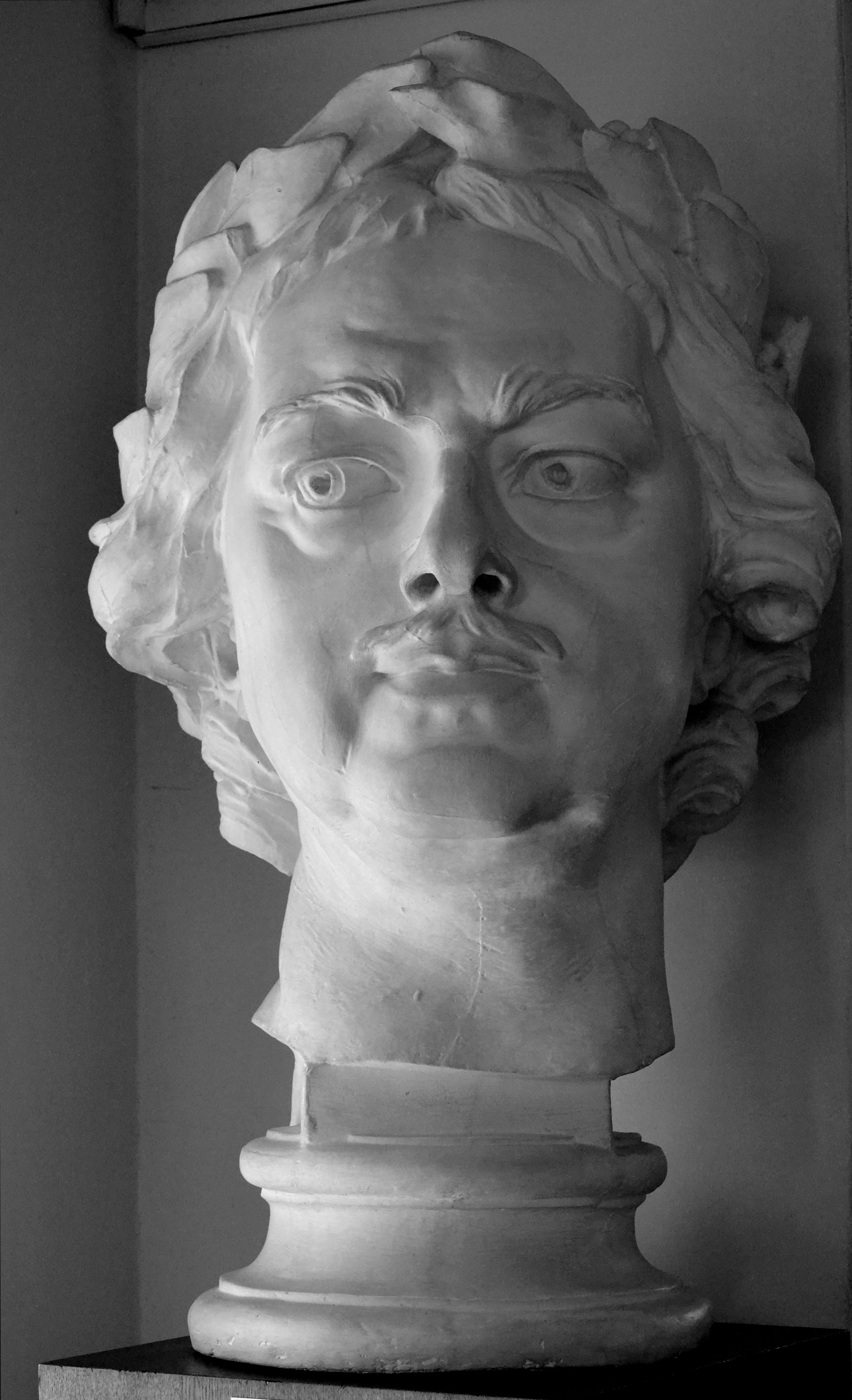
Pierre Ier le Grand (entre 1768 et 1770), musée d'État de l'histoire de Saint-Pétersbourg.
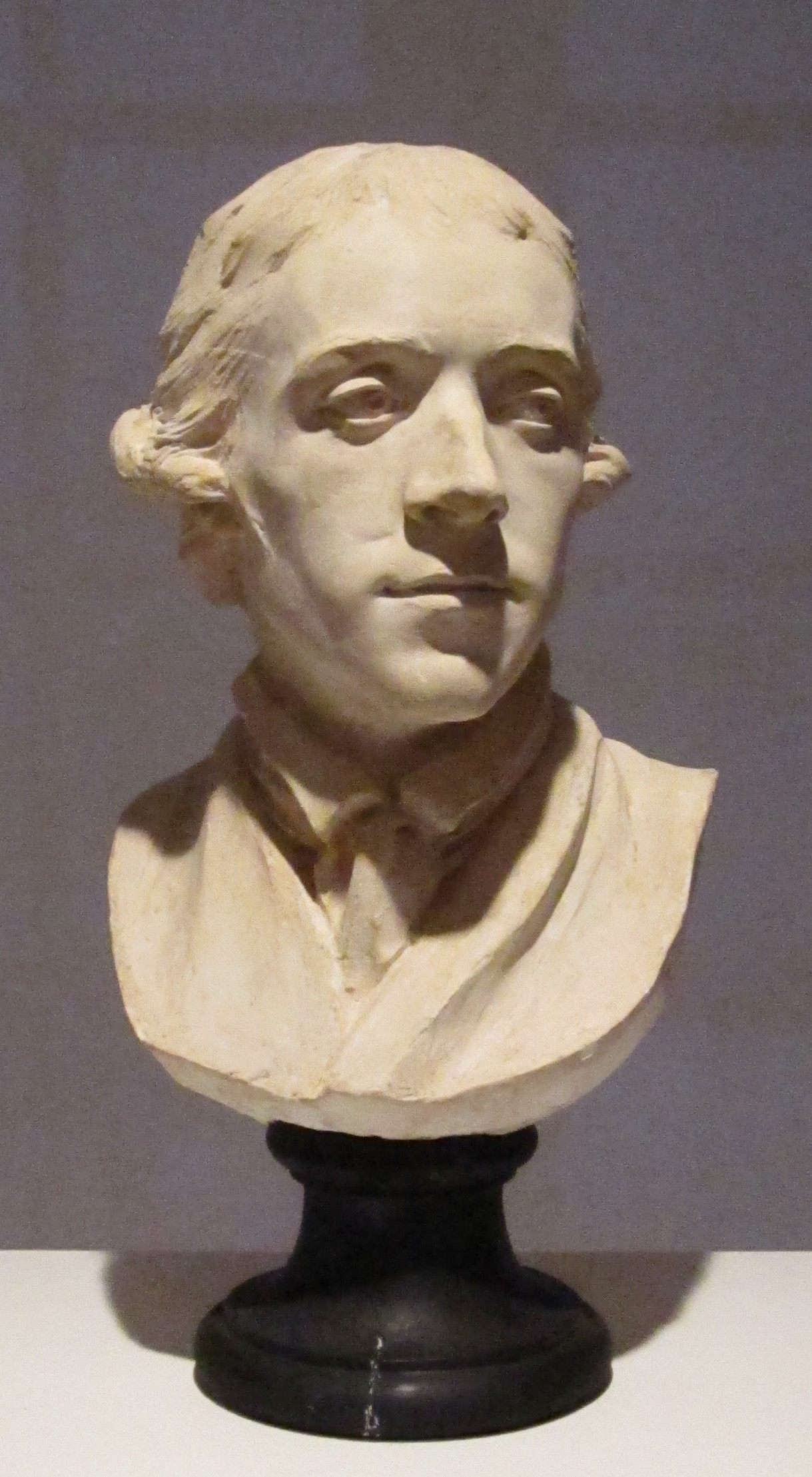
Pierre-Étienne Falconet (vers 1770), musée des beaux-arts de Nancy.
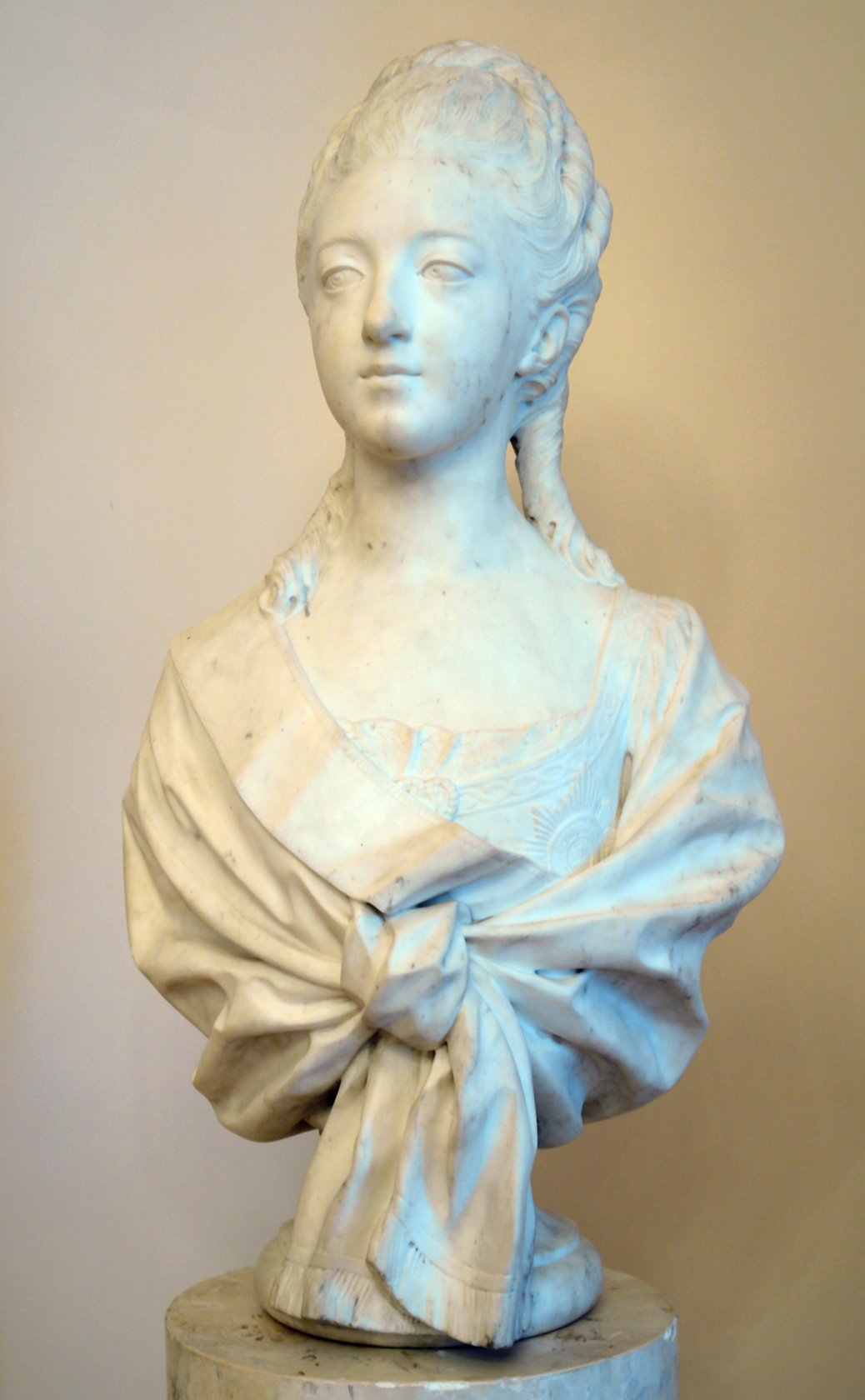
Grande-duchesse Natalia Alexeïevna, Saint-Pétersbourg (1775), château des Ingénieurs.
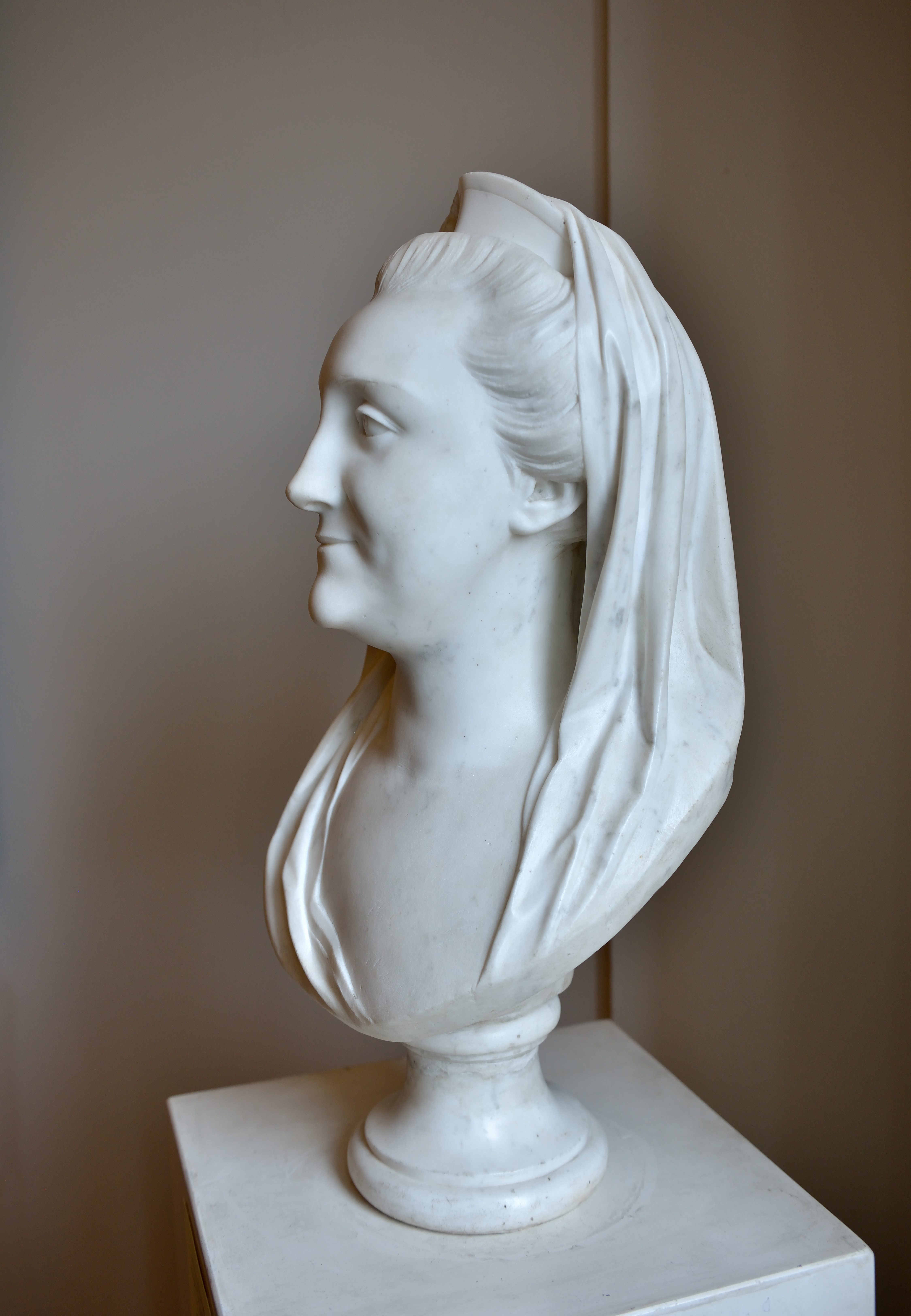
Portrait de Catherine II (1768), musée de l'Ermitage à Saint-Pétersbourg.
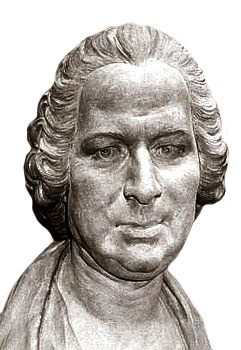
Buste présumé d'Étienne Noël Damilaville, musée du Louvre.